# Bernardo Carvalho
Bernardo Carvalho (Río de Janeiro, 1 de enero de 1960) es un escritor y periodista brasileño. Ha trabajado como corresponsal en París y Nueva York para el periódico Folha de São Paulo. Sus libros han sido traducidos a más de diez idiomas y ha ganado premios tan importantes como el Jabuti, el Portugal Telecom o el premio de la Asociación Paulista de Críticos de Arte.

## Obras
- 1993 Aberração (relatos)[1]
- 1995 Onze (novela)[2]
- 1996 Os Bêbados e os Sonâmbulos (novela)[3]
- 1998 Teatro (novela)[4]
- 1999 As Iniciais (novela)[5]
- 2000 Medo de Sade (novela)[6]
- 2002 Nove Noites (novela). Premio Portugal Telecom 2003.[7]
- 2003 Mongólia (novela). Premio APCA 2003, categoría Novela. Premio Jabuti 2004, categoría Novela.[8]
- 2007 O Sol se Põe em São Paulo (novela)[9]
- 2009 O Filho da Mãe (novela) (Versión en castellano "Hijo de mala madre", Edhasa, Argentina, 2014)[10]
- 2013 Reprodução (novela)[11]